# Monaco (drank)

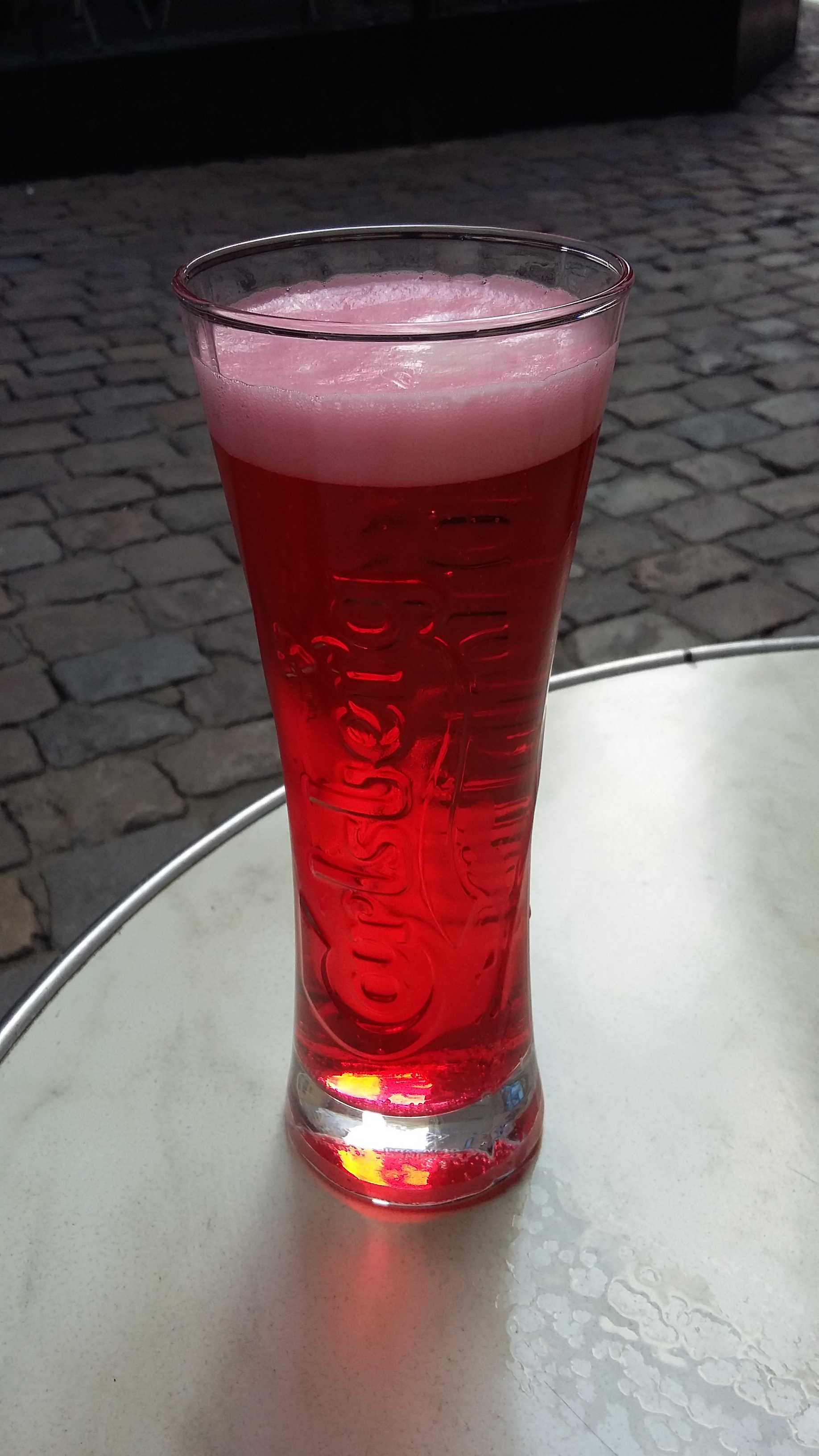
Een halve liter Monaco

Een monaco is een alcoholische drank bestaande uit bier gemengd met limonade uit grenadinesiroop.

## Geschiedenis
Deze lichte en frisse cocktail is voornamelijk bekend in Frankrijk, Zwitserland en België. De variant tango, waarin de grenadinesiroop niet wordt aangelengd met water, is echter beter bekend. Vanwege de lage prijs en het feit dat monaco bier bevat, is het een klassieke drank in bistro´s waar het vaak vanaf de tap wordt geserveerd. In 1995 lanceerde Heineken echter Monaco de Panach', een gebottelde versie van het drankje voor thuisconsumptie.

## Vervaardiging
Voor de bereiding van Monaco gebruikt men een tulpglas. Op de bodem wordt grenadinesiroop geschonken, wat vervolgens met water wordt aangelengd tot ongeveer een derde van het glas. Om een zoete monaco-variant te bereiden schenkt men de limonade tot de helft van het tulpglas. Het drankje wordt voltooid door blond bier bij te schenken. Monaco wordt doorgaans fris gedronken.